# Edmund Darch Lewis

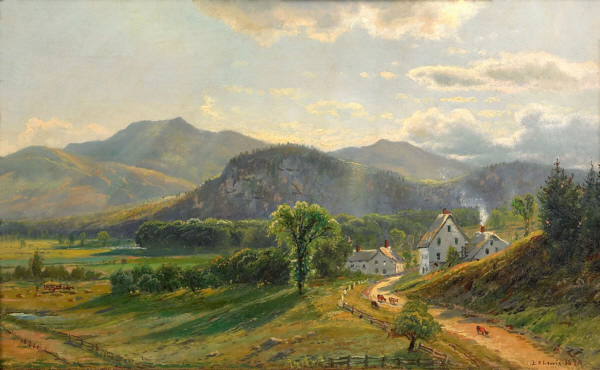
Góra Moat, 1870

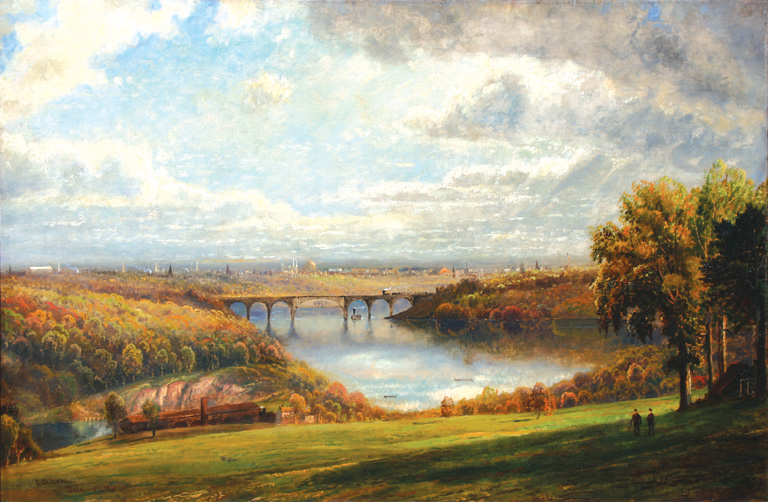
Widok Filadelfii, 1873

Edmund Darch Lewis (ur. 17 października 1835 w Filadelfii, zm. 12 sierpnia 1910 tamże) – amerykański malarz pejzażysta zaliczany do Hudson River School.
Urodził się w bogatej, filadelfijskiej rodzinie. W wieku piętnastu lat podjął naukę u malarza niemieckiego pochodzenia Paula Webera (1823–1916). W 1854 zorganizował pierwszą wystawę w Pennsylvania Academy of the Fine Arts, później wystawiał w Boston Athenaeum (od 1858) i National Academy of Design (od 1860). Początkowo posługiwał się techniką olejną, jednak w późniejszym okresie tworzył głównie akwarele.
Lewis malował przede wszystkim pejzaże, które odznaczały się typowym dla Hudson River School eksponowaniem efektów świetlnych i wzniosłych aspektów natury. Utrwalał krajobrazy Gór Białych w New Hampshire, Pensylwanii, New Jersey i stanu Nowy Jork, malował też wybrzeża Nowej Anglii. Był bardzo płodnym artystą – gdy zajął się tworzeniem akwareli, potrafił malować dwa lub trzy obrazy dziennie. Dzięki znacznej popularności malarz osiągnął sukces materialny, posiadał dwa domy w Filadelfii i wielką kolekcję dzieł sztuki, mebli, ceramiki i osobliwości.

## Wybrane prace
- Queen of the Antilles,
- Valley of the Umri,
- Autumn on the Susquehanna,
- Midday on Lake George,
- Bass Rocks after a Storm,
- Fairmount Park,
- Indian Rock of an Afternoon.